# 三菱マテリアル四日市工場爆発事故
三菱マテリアル四日市工場爆発事故（みつびしマテリアルよっかいちこうじょうばくはつじこ）は、2014年1月9日に三重県四日市市の三菱マテリアル四日市工場で発生した爆発火災事故である。

## 事故の経緯
2014年1月9日、三重県四日市市三田町の三菱マテリアル四日市工場の高純度多結晶シリコンを製造する第一プラントで、シリコン原料を冷却する水素精製設備の熱交換器を洗浄する際に発生した。熱交換器は直径約1メートル、長さ約5メートルの筒型で、内部に付着した固形状の可燃性物質を除去するため、2013年11月27日に設備から取り外され窒素などを入れて屋外の酸洗場に置かれていた。
熱交換器のステンレス製のふた（重量250キログラム）を重機で取り外した直後に爆発が発生した。社員の証言ではふたを取って3秒ほどして爆発したという。爆発の衝撃によりふたは10メートルほど離れた場所まで飛ばされた。この爆発により作業に当たっていた5人が死亡、13人が重軽傷を負った。

## 事故の原因
四日市工場長は1月9日夜の会見で、熱交換器内部に残ったシリコン原料の液化ガスであるトリクロロシランから分解してできる水素が何らかのきっかけで爆発する水素爆発の可能性を示唆するとともに、水素爆発を抑えるための窒素注入に関しては「昨年11月下旬から事故の前日まで40日間くらい水を含んだ窒素ガスの注入作業を続けていた。現場で大きなミスがあったとは考えられない。」との見解を表明した。
三菱マテリアルは1月に、事故原因の究明及び再発防止策の策定を目的として田村昌三を委員長とする事故調査委員会を設置した。2014年6月12日、7回の委員会の開催を経て事故調査委員会最終報告がまとめられた。当報告及び4月に発表された中間報告によると、爆発原因物質はクロロシランポリマー類の低温での加水分解生成物であり、それが乾燥状態により爆発威力および爆発感度が増大し、ふた解放時のなんらかの衝撃により爆発、その爆発によりクロロシランポリマー類の分解により生成した可燃性物質が大気中に噴出して燃焼したものと推定されるとしている。また、開放作業中に発生する水素の推定量から水素はほとんど爆発に寄与していないと考えられるとして、水素爆発の可能性の否定を示唆している。

## 事故の影響
三重県警は1月10日午前、業務上過失致死傷の容疑で現場検証を開始した。この現場検証に合わせて厚生労働省三重労働局と四日市労働基準監督署も現場の立ち入り調査を行った。労働安全衛生法や国の規則に照らして安全管理上の問題の有無を調査している。三重労働局担当者は「5人が死んだことを重くみており、厳正に調査する。問題があれば立件も視野に入れて進める。」と述べている。
事故後、三菱マテリアルは四日市工場の操業を停止していたが、6月、地元住民に対し説明会を開き、地元自治会は住民への説明が不十分としながらも、継続的な情報開示を条件に同社の操業再開を認めている。6月25日の四日市市消防本部の消防法に基づく緊急使用停止命令解除を経て、7月1日に同工場の操業が再開された。
6月26日、総務省消防庁は三菱マテリアルが設置した事故調査委員会報告や危険物保安技術協会で開催された検討会を受け、クロロシランポリマー類等の取り扱いについて各所に注意喚起を行った。
三重県警は2017年12月5日、十分な安全管理を怠ったとして当時の工場長と副工場長を業務上過失致死傷容疑で津地検に書類送検した。なお県警は事故を予見するのは困難だったとして、起訴を求めない意見を付けた。